# Ángel de Sicilia
San Ángel de Sicilia o bien San Ángel de Jerusalén (Jerusalén, 1185 - Licata, Sicilia, 1225) fue un santo católico nacido en Palestina. Vivió en el Monte Carmelo en la orden fundada por san Bartolo del Monte Carmelo, y viajó a Roma en compañía de otros carmelitas para obtener del papa Honorio III la aprobación de la Regla de san Alberto, gracia que se obtuvo el 30 de enero de 1226.
Por los años 1220, llegó a Sicilia, donde desarrolló un ardoroso apostolado. Ahí, en la ciudad de Licata, fue asesinado en la primera mitad del siglo XIII.
La Iglesia católica y la Orden del Carmelo en el pasado lo veneraron como mártir y pronto levantaron en Licata una iglesia en su honor y colocaron su cuerpo sobre el altar. Su festividad es el 5 de mayo.

## Vida
San Ángel nació en Jerusalén en el año de 1185, sus padres, que eran judíos se convirtieron al cristianismo. Tras la muerte de sus padres,  él y su hermano gemelo  Juan, decidieron ingresar entre los Carmelitas, la ejecución de la profesión religiosa la recibe de manos del Superior general San Brocardo, en el monasterio en el Monte Carmelo.
El Monte Carmelo en Palestina (659 m s. n. m. de altura) marca la frontera entre Galilea y Samaria, y termina con el promontorio del mismo nombre que forma la bahía de Haifa, fue la cuna de la antigua orden monástica contemplativa de origen oriental, que tomó el nombre de la montaña, los Carmelitas. La Orden se transformó en una orden mendicante contemplativa en el siglo XIII, cuando fue introducida en Occidente, de acuerdo con la Regla de san Alberto de Jerusalén (año de 1214 aprox.) Fue en el siglo de San Francisco de Asís y Santo Domingo de Guzmán cuando el surgimiento y la propagación de las órdenes mendicantes, trajo una verdadera revolución espiritual en la Iglesia de Cristo.
Y esta vez Ángel entró en el Carmelo a los 25 años fue ordenado sacerdote y un poco más adelante en 1218, se le encomendó la misión de ir a Roma,  para explicar y obtener del Papa Honorio III la confirmación de la nueva Orden del Carmelo  y la Regla, el mismo Papa, quien aprobó la Orden Franciscana, le concedió licencia el 30 de enero de 1226.
Después de predicar fructíferamente en San Juan de Letrán, Ángel fue enviado a Sicilia a predicar en contra de los "cátaros" que infestaban la isla.
La herejía cátara se había extendido después del año 1000, de este a oeste, ellos concebían la antítesis primaria entre el Bien y el Mal (de donde procede el mundo), condenaban radicalmente todo lo que era carnal y terrenal: condenaban el matrimonio, negaban la resurrección de la carne, eran vegetarianos, se prohibían el ejercicio de la justicia y las armas, condenaban la propiedad privada.
Entre los devotos estaban los simples 'creyentes' y 'perfectos', que se distinguían por su ascetismo, y por sus ayunos rigurosos.
El movimiento herético se propagó por todo el Occidente cristiano, y fue conocido por varios nombres: albigenses, búlgaros, Patarines.
En Licata (Agrigento) se encontró con el escudero Berengario, que además de ser cátaro llevaba una vida incestuosa; San Ángel convenció a la compañera de este hombre a que lo dejara; furioso Berengario lo atacó mientras predicaba en la iglesia de los Santos Felipe y Santiago, hiriéndolo de muerte con cinco golpes de espada. El fraile fue llevado a una casa cercana por los fieles, en donde cuatro días más tarde, murió a causa de sus heridas, era un 5 de mayo del año de 1226, antes de morir pidió a los habitantes de Licata y los fieles que perdonaran al asesino.
Fue enterrado en la iglesia donde fue agredido, más tarde su tumba se convirtió en centro de peregrinación, su culto se extendió rápidamente.
La Orden de los Carmelitas lo venera como un santo por lo menos desde 1456 y el Papa Pío II (1405-1464), aprobó su veneración pública.
Sus restos fueron trasladados en 1662 a una nueva iglesia llamada Santa María del Carmen, erigido por los habitantes de Licata, que habían sido preservados de una plaga (durante el virreinato de Nápoles en 1656) por la intercesión del santo.

## Abrazo con Santo Domingo y San Francisco
Muy poco se sabe de este hecho de la vida de san Ángel, pues está muy poco documentado en las órdenes religiosas de los tres santos involucrados en este hecho tan notable. Estaba san Ángel en predicación del evangelio en la Archibasílica de San Juan de Letrán por orden del papa Honorio III, cuando en visiones el Santísimo Salvador le mostró los rostros de Santo Domingo y de San Francisco, que andaban en Roma arreglando la fundación de sus respectivas órdenes, cuando de sus labios exclamó: 
«Había dos nuevas y firmes columnas de la Iglesia»
Entonces se propició el encuentro, durante el cual los otros dos santos lo reconocieron, habiéndolo también visto en visiones previas. Después de algún corto intercambio de palabras y la profecía del martirio de san Ángel, ocurrió el famoso abrazo. Después se encaminaron hacia la casa de los dominicos en la Ciudad Eterna y se pusieron toda la noche en oración.

## Oración
Dios, fuerza de los fieles y corona de los mártires por cuya gracia San Ángel, carmelita, superó los tormentos del martirio; por su intercesión, concédenos propicio que, imitándole fielmente, seamos hasta la muerte testigos de su presencia y bondad.

Amen.